# Чубинидзе, Мирон Дмитриевич
Чубинидзе Мирон Дмитриевич (1905—1980) — советский партийный и государственный деятель, председатель Президиума Верховного Совета Грузинской ССР с 1959 года.

## Биография
Родился во Владикавказе в 1905 году.
В 1923—1927 годах учился в Школе фабрично-заводского ученичества имени С. А. Камо (Тифлис). Член ВКП(б) с 1926 года.
- C 1927 года — секретарь районного комитета, затем Тифлисского городского комитета ЛКСМ Грузии.
- С 1930 года — член Центральной Контрольной Комиссии КП(б) Грузии.
- В 1931—1933 годах — заведующий Промышленным сектором ЦК КП(б) Грузии.
- В 1935—1937 годах — помощник начальника Политического отдела Закавказской железной дороги.
- В 1937—1938 годах — кандидат в члены ЦК КП(б) Грузии.
- В 1937—1941 годах — 1-й секретарь Ленинского районного комитета КП(б) Грузии (Тбилиси).
- В 1941—1943 годах — секретарь ЦК КП(б) Грузии по транспорту.
- В 1943—1946 годах — заведующий Отделом транспорта ЦК КП(б) Грузии.
- В 1946—1953 годах — министр государственного контроля Грузинской ССР.
- В 1953—1959 годах — член Бюро ЦК КП Грузии. В эти же годы — председатель Президиума Верховного Совета Грузинской ССР.[1]
- В 1959 году — министр социального обеспечения Грузинской ССР. В этом же году вышел на пенсию.
- В 1938—1960 годах — член ЦК КП(б), КП Грузии.
- В 1956—1961 годах — кандидат в члены ЦК КПСС.

Делегат XX съезда КПСС.
Умер в 1980 году.

## Награды
- орден Ленина (02.09.1955 — в связи с пятидесятилетием со дня рождения и заслуги перед Советским государством)
- 3 ордена Трудового Красного Знамени (в том числе 24.02.1941)
- 2 ордена Красной Звезды
- медали